# Pingstförsamlingen i Nurmijärvi
Pingstförsamlingen i Nurmijärvi (Nurmijärven helluntaiseurakunta) är en pingstförsamling i Nurmijärvi i Finland. Församlingen grundades 1987 och hade cirka 200 medlemmar (2025).
Pingstväckelsen kom först till Nurmijärvi på 1940-talet. På 1970-talet bildades en bönecirkel i Nurmijärvi som stöddes av Pingstförsamlingen i Hyvinge och Saalemförsamlingen i Helsingfors. En självständig församlingen bildades den 7 juni 1987, med Pentti Tarvonen som första pastor. Byggnaden av församlingen stod färdig 1988 och ritades av arkitekt Veikko Gröhn.